# Louis Untermeyer
Louis Untermeyer, född 1 oktober 1885 i New York, död 18 december 1977 i Newtown, Connecticut, var en amerikansk författare.
Untermeyer var först anställd i familjens juvelerarfirma, där han slutligen steg till andre direktör, men tog avsked 1923 för att uteslutande ägna sig åt litteraturen. Han offentliggjorde dikter, parodier, burlesker med mera, essayerna American poetry since 1900 (1923), poetiken The forms of poetry (1926) och antologier av modern amerikansk (1919; 2:a upplagan 1921) och brittisk poesi samt översatte till engelska bland andra Heinrich Heine och Ernst Toller.

## Filmografi i urval
- 1950–1951 – What's My Line? (TV-serie)
- 1959 – Tonight Starring Jack Paar (TV-serie)
- 1965–1966 – The Merv Griffin Show (TV-serie)